# Frailea grahliana
Frailea grahliana (F.Haage) Britton & Rose es una especie de planta fanerógama de la familia Cactaceae.

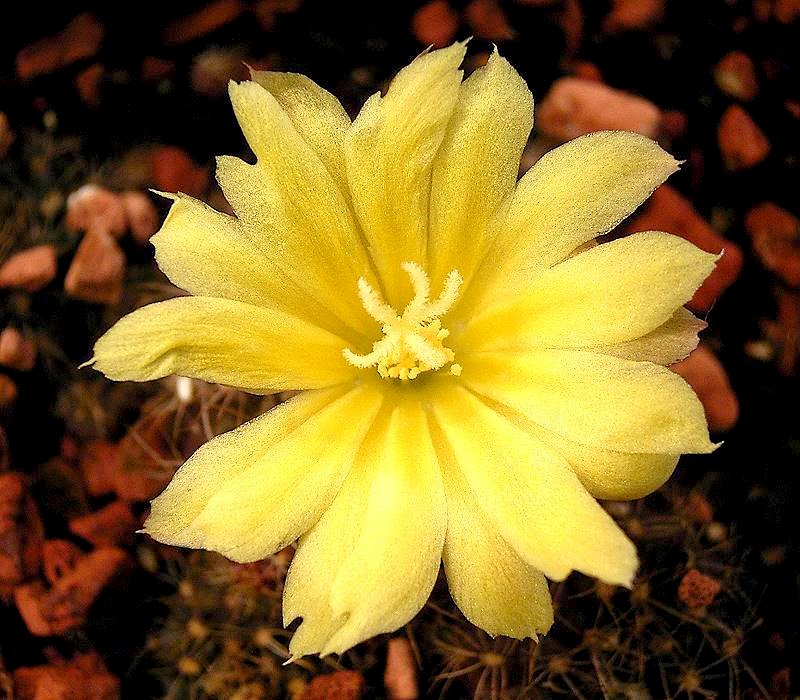
Detalle de la flor

## Distribución
Es endémica de Argentina y Paraguay. Es una especie rara en las colecciones.

## Descripción
Frailea grahliana crece formando grupos. Tiene los tallos con depresión, verdes y globulares. El cuerpo a alcanzar un diámetro de 3-4 cm y hasta 2,5 centímetros de altura. Tiene hasta 15 costillas que se dividen en jorobas apenas reconocibles. Las areolas con espinas centrales de un blanco amarillento de hasta 4 milímetros de longitud,  más oscuras en las puntas.  Los 10 espinas radiales más blanquecinas están presentes en la superficie del cuerpo y miden hasta 3.5 mm de largo. Las flores son amarillas brillantes y de hasta 4 centímetros de largo. La fruta tiene un diámetro de hasta 6 milímetros.

## Taxonomía
Echinopsis grahliana fue descrita por (F.Haage) Britton & Rose y publicado en The Cactaceae; descriptions and illustrations of plants of the cactus family 3: 209. 1922.
Etimología
Frailea: nombre genérico otorgado en honor del español Manuel Fraile.
grahliana epíteto
Variedades
- Frailea grahliana subsp. grahliana
- Frailea grahliana subsp. moseriana

Sinonimia
- Echinocactus grahlianus
- Frailea moseriana[2]